# National Geodetic Vertical Datum de 1929
O Datum Vertical Geodésico Nacional de 1929 é, desde 1973, o datum vertical estabelecido para levantamento de controle vertical nos Estados Unidos da América pelo Ajuste Geral de 1929. Originalmente conhecido como Datum do nível do mar de 1929, o NGVD 29 foi determinado e publicado pelo National Geodetic Survey e usado para medir a elevação de um ponto acima e a depressão abaixo do nível médio do mar (MSL).
O NGVD29 foi substituído pelo Datum Vertical da América do Norte de 1988 ( NAVD 88 ), base na referência a uma única referência (referenciada no novo Datum Internacional dos Grandes Lagos de 1985, valor médio da altura do nível do mar local), embora muitas cidades e EUA Os projetos do Army Corps of Engineers com dados estabelecidos continuaram usando o dado mais antigo.

## Metodologia
O nível médio do mar foi medido em 26 medidores de maré: 21 nos Estados Unidos e 5 no Canadá . O dado foi definido pelas alturas observadas do nível médio do mar nos 26 medidores de maré e pelo conjunto de elevações de todas as marcas de bancada resultantes do ajuste das observações . O ajuste exigiu um total de 66 315 milhas (106 724   km) de nivelamento com 246 circuitos fechados e 25 circuitos ao nível do mar.
Como o Datum do nível do mar de 1929 era um modelo híbrido, não era um modelo puro do nível médio do mar, do geóide ou de qualquer outra superfície equipotencial . Portanto, foi renomeado para o National Geodetic Vertical Datum de 1929 (NGVD 29) pelo National Geodetic Survey (então e desde então, sob os auspícios da NOAA ) em 10 de maio de 1973.